# Романовска овца
Романовската овца е руска порода овце, селектирана с предназначение добив на месо и кожа.

## Разпространение
Породата е разпространена в стопанства в Европейска Русия по долината на река Волга. Разпространена е и в страни като Германия и Франция. През 1980 г. е внесена в Канада, а от там и в САЩ.
Внесена е в България през 1970-те години. Към 2008 г. броят на представителите на породата е 70 индивида. Рисков статус (за България) – критично състояние.

## Създаване
Породата е създадена в края на XIX век посредством народна и целенасочена селекция в района на град Романов-Борисоглеебск, Ярославска губерния (днес Тутаев, Ярославска област). До 1918 г. името на града е Романов-Борисоглеебск, на него е наименувана породата.

## Описание
Главата е средно дълга с права профилна линия и тясна, почти остра муцуна. Ушите са прави и средно големи. Представителите на двата пола са безроги, рядко мъжките имат къси рогца. Костите на краката са тънки и здрави, а копитата са твърди и устойчиви. Опашката е къса, тънка и незарунена.
Руното е затворено и има характерен за породата строеж. Притежава рязко разграничаващи се по дебелина и дължина влакна. Пуховите пера са бели и с дължина 1 – 3 cm, а осилестите са по къси и черни на цвят. Около едно осилесто влакно са разположени от 3 до 12 пухови. При кочовете се наблюдава характерна грива на врата образувана от груби, черни и дълги влакна. Главата, краката и коремът са покрити с къси черни косми. Атнетата се раждат черни, но по-късно изсветляват.
Овцете са с тегло 45 – 65 kg, а кочовете 75 – 90 kg. Средният настриг на вълна е 1,5 – 2 kg при овцете и 1,5 – 3 kg при кочовете. Плодовитостта е в рамките на 250%. Средната млечност за лактационен период е 80 – 170 l.